# Piré-sur-Seiche
Piré-sur-Seiche (bretonska: Pereg) är en kommun i departementet Ille-et-Vilaine i regionen Bretagne i nordvästra Frankrike. Kommunen ligger i kantonen Janzé som tillhör arrondissementet Rennes. År 2018 hade Piré-sur-Seiche 2 666 invånare.

## Befolkningsutveckling
Antalet invånare i kommunen Piré-sur-Seiche
Referens:INSEE